# فرشته‌کوسه ژاپنی
فرشته‌کوسه ژاپنی (نام علمی: Squatina japonica) نام یک گونه از سرده فرشته‌کوسه‌سانان است.